# Sifredus von Carpentras

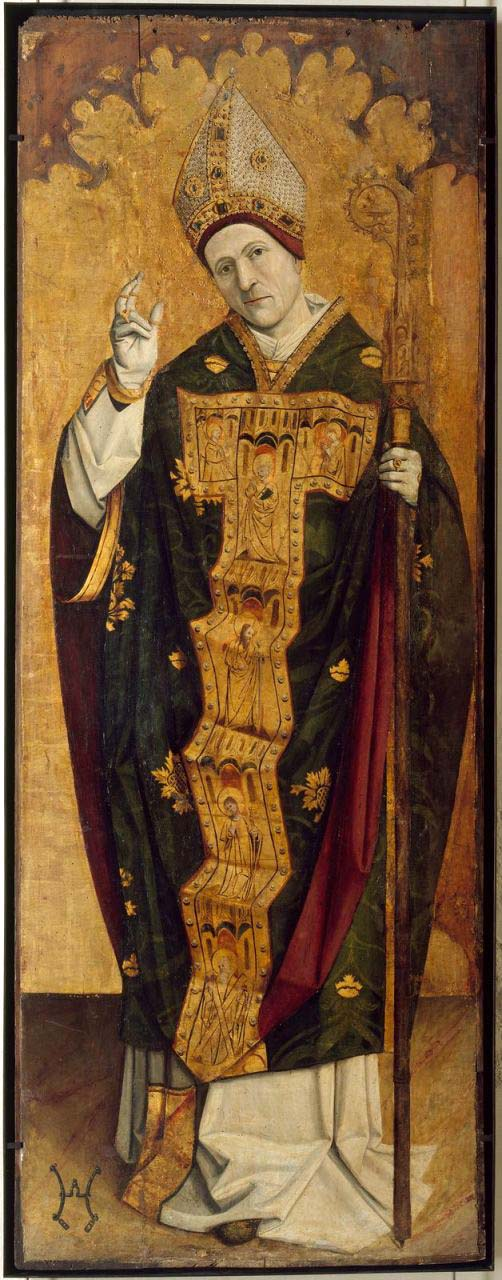
Anonymus – Saint Siffrein (um 1450)

Sifredus von Carpentras (französisch Siffrein u. ä.; † um 540 oder später in Venasque) war im 6. Jahrhundert Bischof von Carpentras, einer Stadt in der Provence in Südfrankreich. Vom Volk als Heiliger verehrt, ist sein Gedenktag der 27. November.

## Namen
Es existieren mehrere Versionen seines Namens:
- deutsch: Sifridus, Siffridus, Siffred, Siffrein, Suffredus
- französisch: Siffrein, Syffroy, Siffret

## Leben / Legende
Sifredus war Mönch im Kloster Lérins auf der Île Saint-Honorat vor der südfranzösischen Küste. Er war bekannt wegen seiner asketischen Haltung, seines Gebetseifers und seiner Fürsorge für die Armen. Später wurde er von Caesarius von Arles zum Bischof geweiht. Er gründete mehrere Kirchen in der Umgebung von Carpentras und erweckte angeblich einen Priester vom Tode. Er selbst wurde in Venasque begraben, doch wurden seine Gebeine später nach Carpentras übertragen (Translation).

## Verehrung
Die Reliquien des hl. Sifredus wurden im Revolutionsjahr 1793 von einem Priester gerettet und werden wieder in der ehemaligen Kathedrale St-Siffrein verehrt. Der Heilige ist eigentlich nur in Carpentras und Umgebung von Bedeutung; sein Name ziert die Produkte mehrerer Weingüter.

## Darstellung
Mittelalterliche Darstellungen des Heiligen sind nicht bekannt. Spätere Darstellungen zeigen ihn im Bischofsgewand.